# 綠樂團
綠樂團（the brilliant green），成立於1995年的日本搖滾樂團，歌迷簡稱TBG。綠樂團是由主唱川濑智子、團長兼貝斯手奥田俊作和吉他手松井亮組成的3人樂隊。
由於個人原因，吉他手松井亮已於2010年5月10日離團 ，川瀨智子與奥田俊作仍繼續活躍，轉變成為二人組樂團。 
綠樂團曾連續三張單曲奪得日本公信榜冠軍，專輯更是大賣。綠樂團以其偏英倫搖滾的風格和女主唱獨特的唱腔，席捲二十世紀末的日本樂壇，成為日本一線樂團，曾被日本業界譽為“ J-POP新時代宣言人”。而樂隊更是曾被美國《時代雜誌》評選為當代十大樂隊之一。

## 概述
綠樂團受西方音樂的影響很大，其中最主要的是披頭四，其中超過一半的歌曲包括英文歌詞。他們的突破發生在1998年，當時他們的第三首單曲“There Will Be Love There”被選為流行的日本戲劇《Love Again》的主題曲，並因此直接進入排行榜榜首。在發佈“冷花”(Tsumetai Hana)的另一首單曲後，他們發行了自己的首張專輯，在短短兩天內售出了超過一百萬張。在這次成功的背後，他們的第一次全國巡演，巧妙地命名為“There Will Be Live There”，僅用了三分鐘便在全日本銷售一空。
自2001年起，主唱川瀨智子以 Tommy February6的名義開始個人solo活動。

## 成員

### 現任成員
- 川瀨智子（主唱）
- 奥田俊作（貝斯手）

### 前成員
- 松井亮（吉他手）

## 專輯
- The Brilliant Green (1998)
- Terra 2001 (1999)
- Los Angeles (2001)
- The Winter Album (2002)
- Blackout (2010)
- Swingin' Sixties (2014－重錄版專輯)